# Gronau Nunatakker
Gronau Nunatakker är en nunatak i Grönland (Kungariket Danmark).   Den ligger i kommunen Sermersooq, i den centrala delen av Grönland, 1 100 km nordost om huvudstaden Nuuk. Toppen på Gronau Nunatakker är 2 297 meter över havet, eller 334 meter över den omgivande terrängen. Bredden vid basen är 1,3 km.
Terrängen runt Gronau Nunatakker är varierad.  Trakten runt Gronau Nunatakker är nära nog obefolkad, med mindre än två invånare per kvadratkilometer. Det finns inga samhällen i närheten. Trakten runt Gronau Nunatakker är permanent täckt av is och snö.